# Falcovka

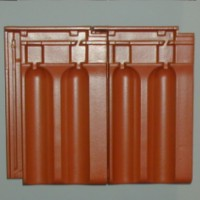
Falcovky

Falcovka je plochá lisovaná střešní taška, vyztužená profilem a po okrajích opatřená drážkami ("falcy"), které do sebe zapadají. Vyrábí se buď jako pálená z hlíny, případně i glazovaná, nebo betonová. Klade se na střešní latě tak, že se sousední tašky mírně překrývají. Oproti bobrovkám se tak zmenšuje potřebné překrytí, vyžaduje však přesné pokládání.